# إمزذاثن
مزداتة (بالأمازيغية: Imezdaten) تلفظ (إمزذاثن)
(بالتيفيناغ: ⵉⵎⴻⵣⴷⴰⵜⴻⵏ) هي قرية أمازيغية في منطقة القبائل الكبرى تقع على بعد 15 كلم جنوب غرب بلدية تيزي وزو، عرش بترونة، ولاية تيزي وزو، في الجزائر.

## معنى الاسم
إمزذاثن هو اسم مشتق من الكلمة
الأمازيغية «أر زدات» التي تعني «إلى الامام»، إمزذاثن هو الاسم الاصلي للقرية بالأمازيغية والتي تعني «الذين يتقدمون إلى الأمام» أو «الشجعان»، تم تعريبه للتسمية الإدارية الحالية «مزداتة» والتي تستخدم نادرا عكس الاسم الأصلي. كان العرب أيضا يطلقون على القرية اسم «مزيدن»، هذه الأسماء تم تخريبها وتشويهها في المقالات والتقارير من طرف سكريتيرات الجنرالات أثناء الإستعمار.

## الموقع

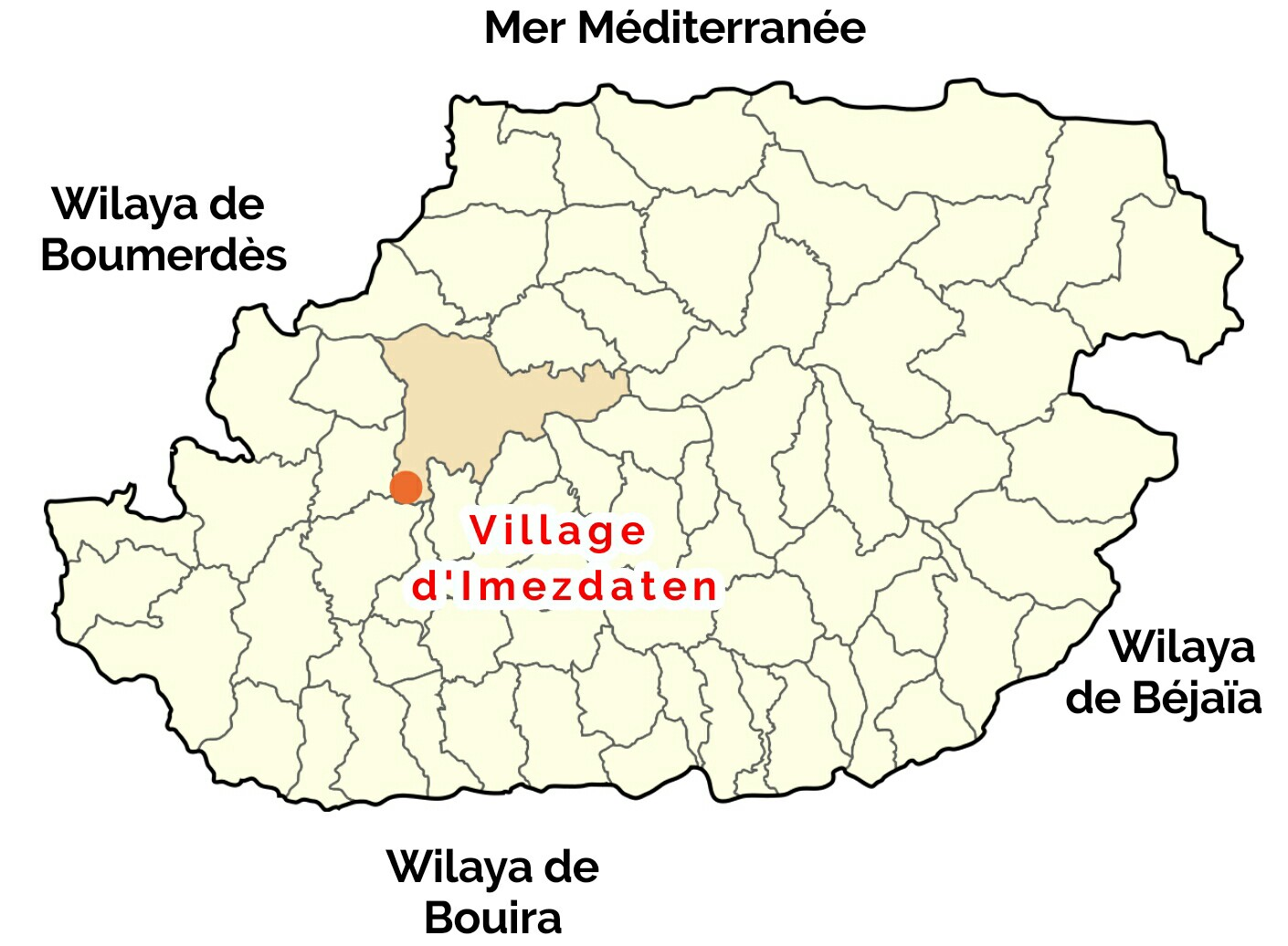
موقع قرية إمزذاثن حسب خريطة التقسيم لولاية تيزي وزو.

تقع قرية مزداتة في منطقة جبلية تسمى «إغيل بو غيول» يحدها من الشمال قريتي «تاعرقوبث» و «تادارث أوفلا» ومن الشرق غابة «أمجوض», من الغرب بلدية تيرمتين، أما من الجنوب تحدها قريتي «أنقاح» و «إقاريدن» من بلدية معاتقة.

## النقل
مزداتة يقطعها الطريق السيار رقم 147 من بلدية تيزي وزو إلى غاية محطة القرية.
للقرية تملك خطين من النقل، الأول (تيزي وزو - بترونة) من البلدية إلى القرية الذي يكلف 40 دينار جزائري، والثاني (تيزي وزو - معاتقة) من البلدية إلى غاية بلدية معاتقة مرورا بالقرية بدفع يقدر ب 60 دينار جزائري.

## الطبيعة
قرية مزداتة تقع في منطقة تعقبها أربعة فصول، ما يجعلها تحوي على الكثير من أنواع النباتات والأشجار خاصة المثمرة كأشجار الرمان، البلوط، التين، التين الشوكي، ففي غابة «أمجوض» التي تستحوذ على نسبة معينة من مساحة القرية، نجد نباتات متنوعة تحتمل الظواهر المناخية وتحمي من إنجراف التربة خاصة أنها منطقة جبلية.

## التاريخ
كان الاستعمار الفرنسي قد جعل من القرية قاعدة مراقبة وتخييم مناسبين نضرا للموقع الإستراتيجي وإرتفاع يقدر ب 730 متر، ما جعل الاحتلال يسيطر على أرجاء العرش والقرية.
أثناء الإستعمار هذا الأخير أنشأ عدة مدارس في مزداتة لتعليم سكان القرية مازلت إلى أيامنا، وقام المستعمر كذلك بإستغلال مصادر المياه الجوفية وبناءها على شكل غرف بصنابير متعددة.
قرية مزداتة قدمت أثناء الثورة الجزائرية عدة شهداء كرمضان أوباباس، وعدة جرحى ومصابين.